# Hanus Kamban

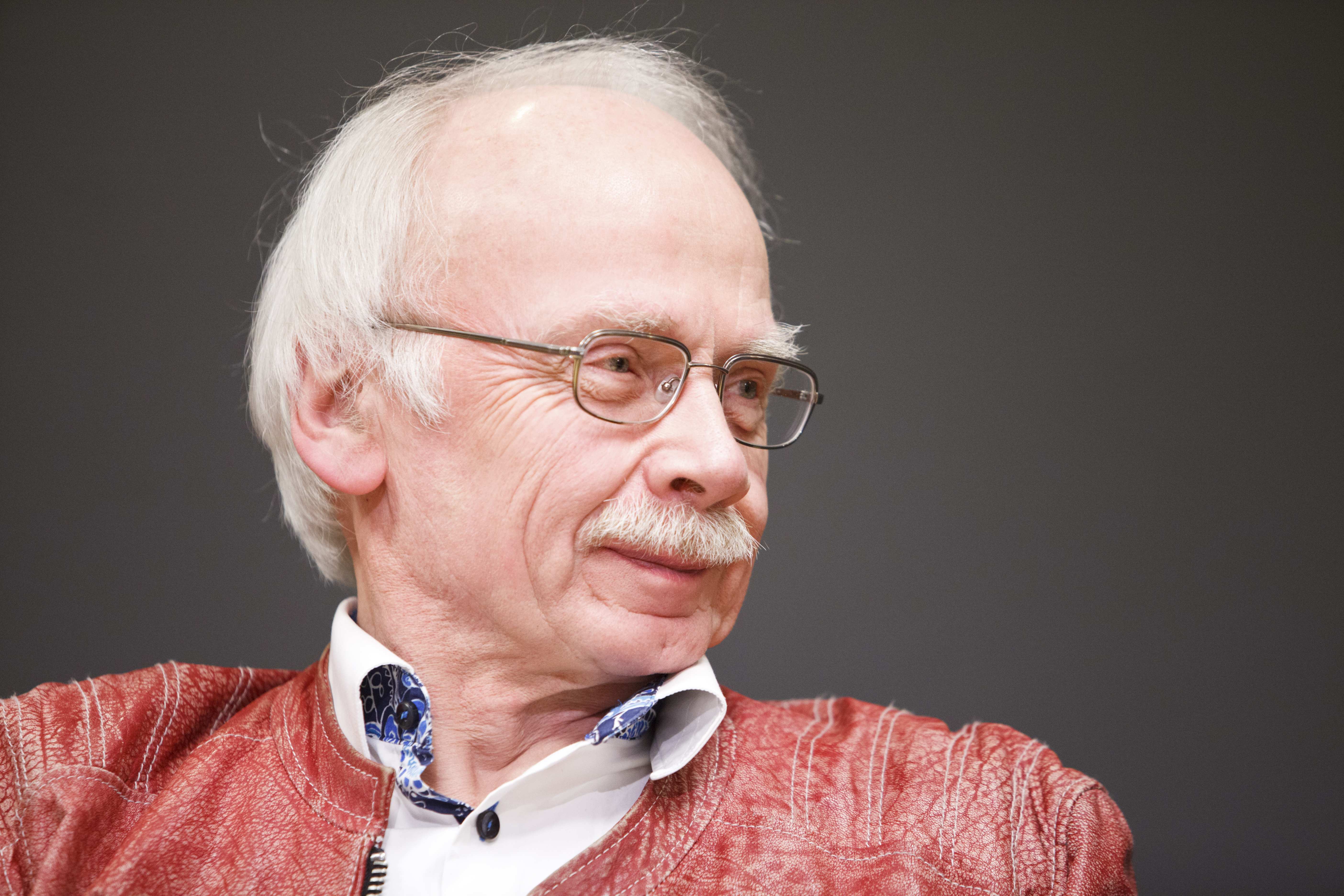
Hanus Kamban (2012)

Hanus Kamban (* 25. Juni 1942 in Saltangará, Färöer als Hanus Andreassen), Namenswechsel 2000, ist ein färöischer Schriftsteller, Publizist, Verleger und Übersetzer.
Hanus ist der Sohn des Lehrerehepaares Petur Andreassen aus Velbastaður und Elisabeth, geborene Kamban aus Tórshavn. Er wuchs mit seinen Eltern auf der Insel Skúgvoy auf. 1956 zogen sie nach Tórshavn, wo er 1960 sein Abitur machte. Danach war er Aushilfslehrer und Arbeiter, bis er 1964–65 das Eurocentre in Bournemouth besuchte und 1966–68 Englisch und Deutsch an der Hochschule in Kopenhagen studierte. Wegen der Studentenunruhen brach er das Studium ab. 1967–69 war er Redakteur der Zeitschrift Fjølnir und danach Mitherausgeber von Oyggjaskeggja. 1975 beendete er seine Ausbildung zum Krankenpfleger.
Hanus Andreassen debütierte 1976 mit der Kurzgeschichte Undir tínum veingjabreiði (Unter deinen Fittichen), die 2006 auf Deutsch erschien.1992-94 war er Vorsitzender des färöischen Schriftstellerverbandes. Sein bedeutendstes Werk ist die monumentale Biographie über Janus Djurhuus, die 2001 von seiner Frau Kirsten Brix ins Dänische übersetzt wurde. Das dreibändige Werk (dänische Ausgabe: 2 Bände) ist gleichzeitig eine Art Literaturgeschichte der Färöer vom 19. bis Mitte des 20. Jahrhunderts.
1980 erhielt Hanus Andreassen Literaturpreis der Färöer für Fachliteratur und 1986 den gleichen Preis, jedoch diesmal in der Rubrik Belletristik. Auf der Listastevna Føroya (Kunsttreffen der Färöer) 2001 gewann er mit Angels Place den Kurzgeschichtenwettbewerb. 2003 wurde er für den Kurzgeschichtenband Pílagrímar (Die Pilger, 2001) für den Literaturpreis des Nordischen Rates nominiert, den er aber nicht erhielt. 2004 folgte der mit 150.000 Kronen dotierte Kulturpreis der Färöer (Mentanarvirðisløn Landsins) für sein Gesamtwerk unter Hervorhebung der o. g. Djurhuus-Biografie. Darüber hinaus erhielt er zweimal ein Arbeitsstipendium des dänischen Statens Kunstfond. Im Juni 2007 wurde ihm vom dänischen Staat ein lebenslanges Stipendium gewährt.

## Werke
- 1976 – Undir tínum veingjabreiði
  - 2006 – „Unter Deinen Fittichen“ in: »Von Inseln weiß ich...« Geschichten von den Färöern (Übersetzt von Birgit Remmel, herausgegeben von Verena Stössinger und Anna Katharina Dömling / Unionsverlag) (Besprechung in der Süddeutschen Zeitung)
- 1979 – Kveikt og kannað (Gedichte, Artikel und Übersetzungen von Rikard Long, herausgegeben zusammen mit Ebba Hentze, Literaturpreis der Färöer 1980 für Fachliteratur)
- 1980 – Dóttir av Proteus (Kurzgeschichten, färöischer Literaturpreis 1986)
- 1982 – Við tendraðum lyktum (Kurzgeschichten, färöischer Literaturpreis 1986)
- 1985 – Tíðartinnur (Artikelsammlung)
- 1986 – Hotel heyst (Kurzgeschichten, färöischer Literaturpreis 1986)
- 1994 – Hjalmar Söderberg (Biographie)
- 1994 – J.H.O. Djurhuus – ein bókmentalig ævisøga I (Biographie)
  - 1995 – J.H.O. Djurhuus – ein bókmentalig ævisøga II (2. Band)
  - 1997 – J.H.O. Djurhuus – ein bókmentalig ævisøga III (3. Band)
    - 2001 J.H.O. Djurhuus : en litteraer biografi, Universitetsforlag, Odense 2001 (Odense University studies in Scandiavian language and literature; 46. 2 Bände, I. 1881-1922, II. 1922-1948. Aus dem Färöischen übersetzt von Kirsten Brix)
- 2000 – Tann bráðvakra hugsjónin (Artikelsammlung)
- 2000 – Heystveingir (Schauspiel)
- 2001 – Heimahøllin (Kantate zusammen mit Kári Bæk)
- 2001 – Pílagrímar (Kurzgeschichten, nominiert für den nordischen Literaturpreis 2003)
  - Übersetzungen auf Dänisch und Estnisch
  - 2004 – Pílagrímar (Hörbuch auf 6 CDs bzw. Kassettentonbändern, insg. 6 Std.)
- 2002 – Tað nýggja Atlantis (Kurzgeschichten)
- 2007 – Hjarta uttan fylgisneyta: Herman Bang 150 ár (essay)
- 2008 – Cafe Europa (Gedichte)
- 2010 – Gullgentan
  - Übersetzungen auf Dänisch

### Übersetzungen
- 1969 – Drekin og aðrar søgur (Graham Greene, H. G. Wells, Ray Bradbury, William Somerset Maugham)
- 1979 – Dreymur um eitt undarligt land (Graham Greene)
- 1989 – Othello (William Shakespeare)
- 1991 – Tey deyðu (James Joyce)
- 1994 – Glas lækni (Söderberg)